# A vámpír, a vérfarkas és a szellem
A vámpír, a vérfarkas és a szellem (Being Human) egy brit szkeccs-sorozat, amelyet eredetileg a BBC Three sugárzott, melynek alkotói Toby Whithouse. A sorozat 2008. február 18-án indult az Egyesült Királyság a BBC Three filmcsatornán. A sorozat egyik producere Matthew Bouch. A sorozatfinálé először 2013. március 10.-én került leadásra.

## Rövid összefoglaló
Mitchell, a 120 éves vámpír, George, a hiperintellignes vérfarkas és Annie a szellem próbálnak beilleszkedni az emberek világába, és boldogan élni.

## Szereplők

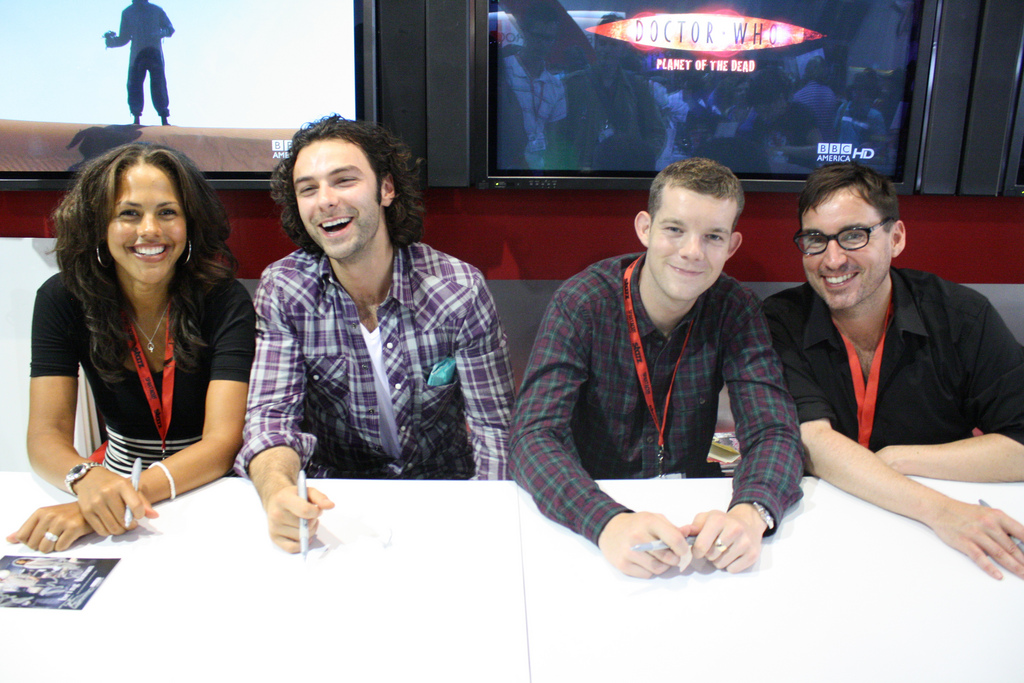
A vámpír, a vérfarkas és a szellem létrehozása főszereplői: Lenora Crichlow, Aidan Turner, Russell Tovey és alkotói Toby Whithouse

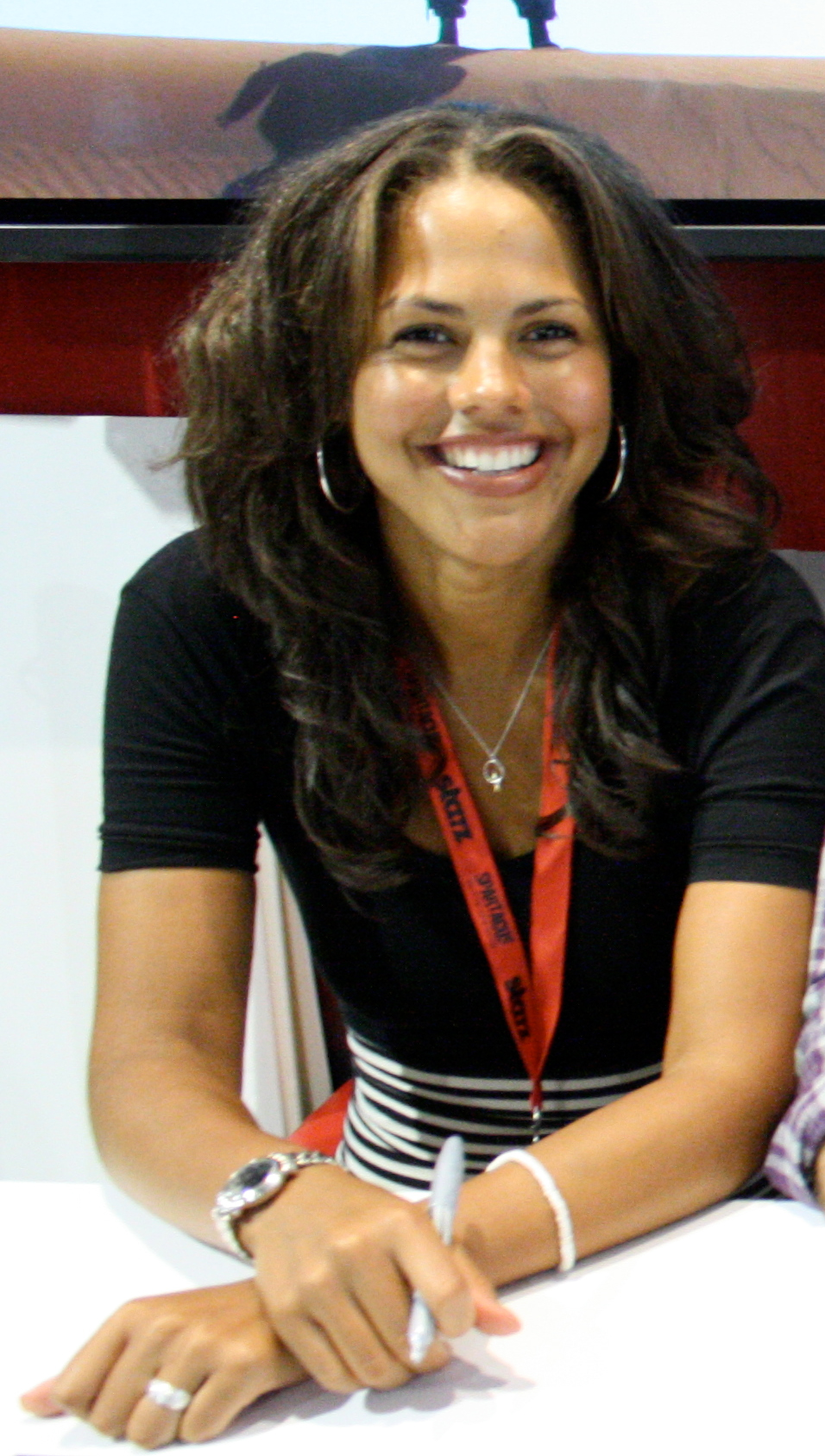
Lenora Crichlow: Annie Sawyer
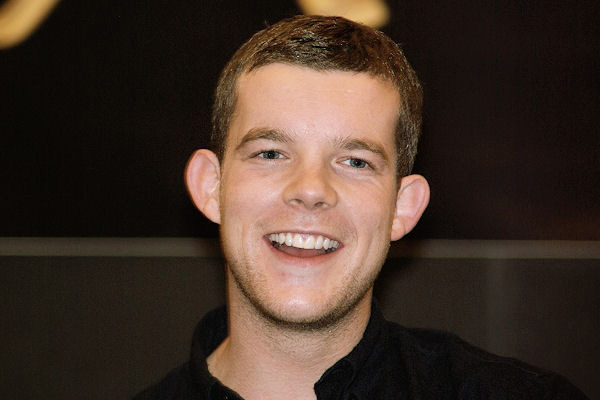
Russell Tovey: George Sands
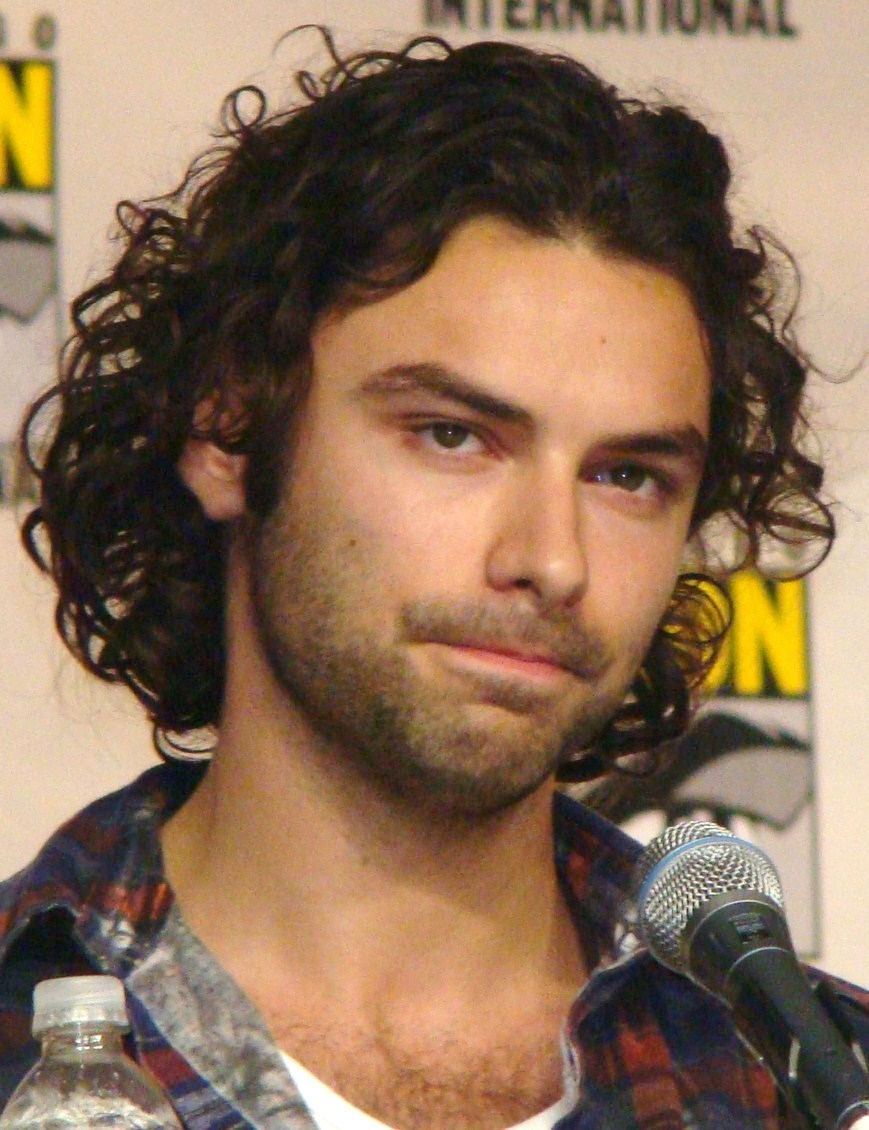
Aidan Turner: John Mitchell
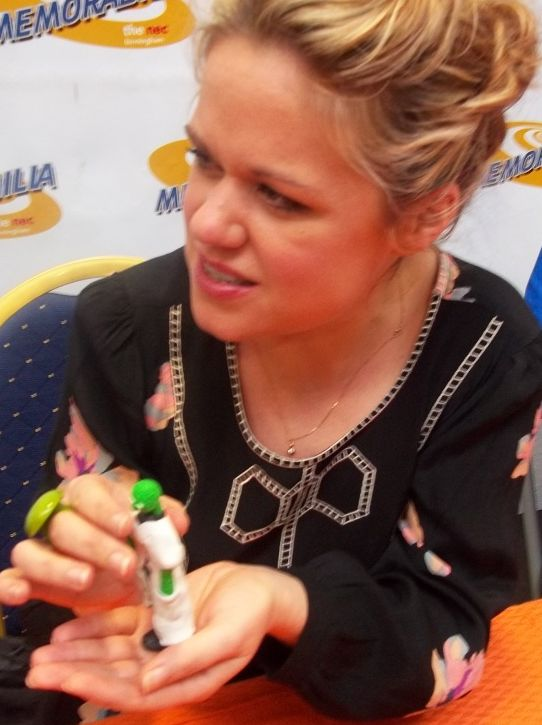
Sinead Keenan: Nina Pickering
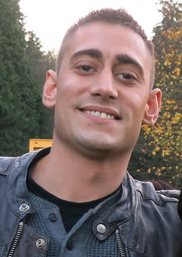
Michael Socha: Tom McNair
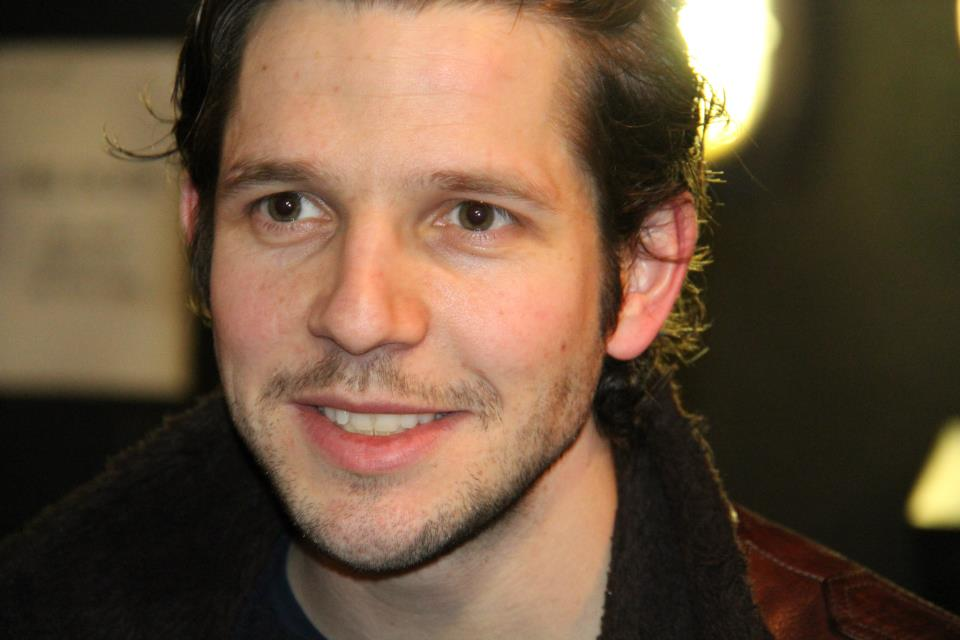
Damien Molony: Hal Yorke

| Szerep                     | Színész         | Magyar hangja     |
| -------------------------- | --------------- | ----------------- |
| George Sands (vérfarkas)   | Russell Tovey   | Hamvas Dániel     |
| Annie Sawyer (szellem)     | Lenora Crichlow | Kiss Eszter       |
| John Mitchell (vámpír)     | Aidan Turner    | Tokaji Csaba      |
| Nina Pickering (vérfarkas) | Sinead Keenan   | Nemes Takách Kata |
| Tom McNair (vérfarkas)     | Michael Socha   | ?                 |
| Hal Yorke (vámpír)         | Damien Molony   | ?                 |
| Alex Millar (szellem)      | Kate Bracken    | ?                 |
| Lady Mary                  | Amanda Hale     | ?                 |